# Inna, Pinna i Rimma
Inna, Pinna i Rimma, cs. Инна, Пинна и Римма – męczennicy wczesnochrześcijańscy, święci prawosławni.

## Hagiografia
Inna, Pinna i Rimma żyli w I lub II wieku. Na temat ich życia i działalności do naszych czasów dotrwały tylko szczątkowe informacje. Legenda głosi, iż męczennicy byli z pochodzenia Słowianami z Małej Scytii. Niekiedy mówi się, że byli uczniami Andrzeja Apostoła.
Gdy święci poznali naukę ewangeliczną, ich dusze i serca zapałały miłością do wiary chrześcijańskiej. Zaczęli głosić naukę chrześcijańską, chrzcząc wielu pogan. Nie podobało się to władcom i kapłanom pogańskim, przez których męczennicy byli prześladowani. Nie ostudziło to jednak ich gorliwości.
Pewien pogański książę postanowił siłą zmusić świętych do wyrzeczenia się wiary i złożenia ofiary bogom. Nie przekonał ich jednak ani dobrym słowem, ani groźbą. Na koniec rozkazał wbić w pokrytą lodem rzekę pale i przywiązać do nich męczenników. Tam też pod naporem kry i z powodu mrozu ponieśli śmierć. Zgodnie z tradycją wydarzenie to miało miejsce w mieście Nowy Dunajec (łac. Noviodunum, Isaccea w Rumunii).

## Dzień obchodów
Cerkiew prawosławna wspomina świętych dwukrotnie: 20 stycznia/2 lutego i 20 czerwca/3 lipca, tj. 2 lutego i 3 lipca według kalendarza gregoriańskiego.

## Ikonografia
W ikonografii święci zawsze przedstawiani są razem. W dłoniach trzymają krzyże. Pinna i Rimma są młodzieńcami bez bród. Różnią się jedynie kolorem szat. Inna był zapewne starszy, dlatego też nosi brodę i na ikonach przedstawiany jest głównie w centrum.